# Скилков Фрол Максимович
Фрол Максимович Скилков (1902, хутір Федоровський, тепер Ростовської області, Російська Федерація — 1957) — радянський діяч, новатор сільськогосподарського виробництва, завідувач тваринницької ферми колгоспу «Знамя колхозника» хутора Назаровського Мігулінського району Ростовської області. Депутат Верховної Ради СРСР 1-го скликання.

## Біографія
Народився в багатодітній селянській родині. З 1920 року наймитував, працював у особистому господарстві.
З початку 1930-х років — колгоспник, завідувач свиноферми (тваринницької ферми) колгоспу «Знамя колхозника» хутора Назаровського Мігулінського району Ростовської області. За приплід в середньому по 16 поросят від свиноматки нагороджений у 1936 році орденом Леніна. Член ВКП(б).
Потім — на державній роботі в станиці Мігулінській Ростовської області. Організатор евакуації фондів, людей і сільськогосподарських тварин в роки німецько-радянської війни.
Працював головою виконавчого комітету Мігулінської районної ради депутатів трудящих Ростовської області; головою радгоспу в Чертковському районі Ростовської області.

## Нагороди
- орден Леніна (22.02.1936)